# 邵亢
邵亢（?—?），字兴宗，丹阳（今江苏省丹阳市）人。北宋大臣。
邵亢年轻时聪明过人，年方十岁，每日诵读书籍五千字。赋诗豪放，乡中先生见到他都惊叹他才识卓越。再试开封府，当是第一，因为作赋不合韵，没有录取。范仲淹推举邵亢茂才异等，当时布衣被召的有十四人，在崇政殿应试，只有邵亢对策入等，担任建康军节度推官。有人说邵亢的对策字少，不符合规格，宰相张士逊与他联姻，所以得以录取，于是上报罢免。实际情况是张士逊联姻的只是与邵亢同姓而已。张士逊既不能陈说事实，邵亢也不自己上言。
赵元昊叛，邵亢上言：“用兵在于择将，现在天下久不知战，而所任用的多是儒臣，未必能应对事变。武人能得长一军，又已老，还能身先士卒冲杀吗？间或起旧臣恩幸子弟，他们知道攻守之计？况将兵之间素不相附，也没有坚甲利兵来御御。这不用等到两军相当，而胜败之势，已经形成了。”于是献《兵说》十篇。
被召试秘阁，授颍州团练推官。晏殊为知州，把所有的事都交给他。民税原来运输到陈州、蔡州，转运使又想反过来折算成缗钱，而且多徵取。邵亢说：“民众运输税赋，已经非常劳费。现在连年水旱，又多加收取，难道可以吗？”于是停止。入朝为国子监直讲、馆阁校勘、同知太常礼院。张贵妃去世，立园陵，禁京城一月奏乐，邵亢多次上疏请求废除。进为集贤校理。宋仁宗后嗣未立，邵亢说：“国家外患在边地，控制的办法，不过羁縻勿绝而已。内患则不然，关系社稷安危，不可不早定。”随后提点开封县镇公事。当时有纵火之人，一旦没有抓获则主官被问罪，有人自己烧毁住家陷害官吏。邵亢请没有延及旁边屋舍的火灾，虽没有捕获凶手，也不追究主官。改为府推官、度支判官。
契丹遣使贺乾元节，未至，宋仁宗崩。议事者以为应该遣回，有人想等着使者到达国门再让他们回去，邵亢请令契丹使者奉书至仁宗柩前，使见嗣君宋英宗。朝廷听从。选邵亢为颍王府翊善，加直史馆。在群玉殿召对，英宗问他世事，称赞他：“学士真国器也。”擢升为同修起居注。邵亢建言：“陛下初政，想要治国应先齐家，颍王就要成亲，愿采用古代婚礼。公主下嫁，不宜不尊公婆。”英宗很同意。他日，告诉颍王赵顼：“翊善邵亢端直朴厚，停职担任谏官。”颍王出传达英宗旨意，邵亢以知制诰知谏院。东宫建，邵亢为右庶子。
宋神宗即位，升任为龙图阁直学士。有人说他的坏话：“先帝病重时，邵亢曾建太后垂帘。”御史吴申论及此事。神宗知道是瞎说，置之不问。邵亢自诉曰：“先帝身体不适，群臣不得进见，臣无法面陈，必有奏章上奏。请求在宫中寻找奏章，如果找到，臣当伏诛；不然，诬陷我的人，怎么能算了，愿下狱考察实情。”神宗不许。当时待制以上为安抚使、知州，每次转任必定升迁职秩，邵亢请未满两年之人不要推恩。王陶弹劾韩琦，吴奎与他争辩。邵亢说吴奎说话颠倒，有失大臣之体，是想撼动韩琦的地位。韩琦、吴奎之后同日去职。
邵亢进枢密直学士、知开封府。他遇事机敏周密，属吏拿着文书至面前，他都反覆审阅。有人以为过于辛劳，邵亢说：“断决是非在须臾之间，正应当如此。开始虽然麻烦，后来就省事了。”登记里闾恶少年和被废停职的吏员，一旦犯法，就迁到别处安置，京师斗讼因此减少。于是拜为枢密副使。
西夏人诱杀知保安军杨定，朝廷计划西征。邵亢说：“天下财力困乏，不宜用兵，应该安抚纳降，等到他们不顺命令，则师出有名。”于是条陈其事。神宗下诏：“中国民力是大事。兵兴之后，不会不加以聚敛，人心动摇，安危所系。现在动兵自我开始，先违盟誓，契丹听说後，将不约定就帮助西夏，这是朕所深忧之事。当全部如卿所计。”不久，夏主李谅祚死，西夏人抓住杀杨定的人前来请和。有人想乘此机会索取塞门之地，邵亢以为这是庆幸他人的丧事，不合道义，于是停止。
邵亢在枢密过了一年，没有什么大补益，神宗很讨厌他，曾经和谏官孙觉说，想要以陈升之取代邵亢，而使邵亢守长安。孙觉于是弹劾邵亢推荐陈升之，神宗对他的迎合很生气，罢黜孙觉，邵亢也托病辞官，以资政殿学士知越州。历任郑州、郓州、亳州三州。卒年六十一岁。赠吏部尚书，在他家乡赐下居宅，谥号安简。
邵亢有二子，名邵壎及邵䶵。

## 延伸阅读
[在维基数据编辑]
 《宋史·卷317》，出自脱脱《宋史》